# Orocovis (Orocovis)
Orocovis es un barrio ubicado en el municipio de Orocovis en el estado libre asociado de Puerto Rico. En el Censo de 2010 tenía una población de 3658 habitantes y una densidad poblacional de 477,79 personas por km².

## Geografía
Orocovis se encuentra ubicado en las coordenadas 18°13′20″N 66°22′54″O / 18.22222, -66.38167. Según la Oficina del Censo de los Estados Unidos, Orocovis tiene una superficie total de 7.66 km², que corresponden a tierra firme.

## Demografía
Según el censo de 2010, había 3658 personas residiendo en Orocovis. La densidad de población era de 477,79 hab./km². De los 3658 habitantes, Orocovis estaba compuesto por el 85.81 % blancos, el 7.05 % eran afroamericanos, el 0.36 % eran amerindios, el 0.22 % eran asiáticos, el 0.14 % eran isleños del Pacífico, el 4.67 % eran de otras razas y el 1.75 % pertenecían a dos o más razas. Del total de la población el 99.64 % eran hispanos o latinos de cualquier raza.